# Sinoradlkofera
Sinoradkofera es un género de plantas de la familia de las sapindáceas. Contiene una sola especie.
- Sinoradlkofera minor

- Datos: Q968321